# Magoodhoo (Noonu-atol)
Magoodhoo is een van de bewoonde eilanden van het Noonu-atol behorende tot de Maldiven.

## Demografie
Magoodhoo telt (stand maart 2007) 174 vrouwen en 188 mannen.